# Compra programática
La compra programática o Real Time Bidding' (RTB) es un modelo de compra venta de publicidad en tiempo real. Es una tecnología pensada para impactar al usuario en un momento preciso y en un contexto determinado. Según los últimos datos de IAB Spain, en 2013 supuso el 15,7% de la inversión total en publicidad display en España.
La compra programática o RTB hace posible acceder en tiempo real a una impresión de un anuncio en Internet que está a punto de mostrarse, integrar la información disponible sobre el usuario que la verá y el sitio web sobre la que aparecerá, y tomar en ese mismo momento la decisión de comprar o no esa impresión.
El RTB surge con el concepto de alcanzar grandes volúmenes de inventario a precios reducidos y con un objetivo de performance. Sin embargo, la evolución y la gran preocupación de las marcas por mostrarse en entornos seguros, están en el origen del nacimiento de la Compra Programática Premium.

## Modelos de Negocio
Hay varios tipos de transacciones según se trate de inventario garantizado o no garantizado y según se fije el precio, fijo o en una subasta:
1. Programmatic Garantizado: Inventario garantizado y precio fijo. Muy similar a la compra directa y con escaso volumen de inversión.
2. Programmatic No Garantizado: Inventario no garantizado
3. Preferred Deals: Inventario no reservado/ garantizado y precio fijo.
4. Subasta Privada/Market Place Privado: Inventario no reservado y precio según subasta cerrada (por invitación). A este modelo de negocio se han sumado algunos de los medios de comunicación con más audiencia en Francia a través de ASQ y en España, siguiendo este modelo, surgió PMP Medios[4][5]
5. Open Exchange/Subasta Abierta: Inventario no reservado y precio según subasta abierta.

## Agentes en el mercado
Como consecuencia del nuevo entorno tecnológico, la llegada del RTB provoca la aparición de nuevos actores en el mercado de la publicidad en línea:
1. Ad exchanges o marketplaces: Son plataformas que ponen en contacto a la demanda (compradores de medios) con la oferta (vendedores). Facilitan el sistema para que la compraventa de inventario y su transacción asociada ocurran. La mayoría opera con un sistema de pujas que otorga la impresión de forma automática al mejor postor. Y por esta labor comisionan al soporte una pequeña parte. Pueden funcionar en tiempo real (RTB) o no. Ejemplos de Ad exchanges son: Doubleclick, Rightmedia, Microsoft, Open x, Orange Ad Market, AdExchange.com o SpotChange
2. Data providers: A través de la integración de datos, el comprador de medios puede conocer el interés de una determinada impresión para una campaña, y a partir de ahí establecer su valor. También el soporte, a partir de esa información sobre su inventario, podrá dar valor a esa impresión. Ejemplo de Data Providers son BlueKai, Exelate, Peer 39 o Audience Science.
3. DSPs o Agregadores RTB de demanda: Es una tecnología de puja que ejerce de facilitadora en el mercado. Desde el lado de la demanda los DSPs proporcionan tecnología y conocimiento para facilitar un servicio de compra venta RTB centralizado agregando las diferentes fuentes de inventario (varios Ad exchanges, SSPs, redes, etc.), realizando la integración de datos, enriqueciendo la toma de decisiones y valorando cada una de las impresiones. Ejemplos de DSPs son Dq&a, Sociomantic, Digilant, Rocketfuel, Spree7, Infectious Media o Exchange Lab. Los Agency Trading desk son los modelos paralelos que han surgido en agencias de publicidad para la compra de medios RTB. Por ejemplo Amnet, Cadreon, AOD, Affiperf, Xaxis o Accuen.
4. SSPs (Supply-side Platforms) o agregadores RTB de oferta: Se trata de tecnología que ayuda al soporte publicitario para la optimización del rendimiento del inventario y actúan sobre todo en entornos RTB. Representan de forma centralizada al soporte en el entorno RTB, incorporando su inventario a las diferentes plataformas de compra de medios (ad exchanges, DSPs), proporcionan una optimización automática de los ingresos del soporte, además de generar herramientas de segmentación e integración de datos. Ejemplos de SSPs son Admeta, Pubmatic, Improve Digital o Rubicon.